# Ximena Peralta
Ximena Beatriz Milagros Peralta Fierro (Santiago, 29 de julio de 1993), es una abogada y política chilena, militante del Frente Amplio y exvicepresidenta de Convergencia Social.

## Biografía
Ximena Peralta nació en la comuna de Providencia, hija de Monica Fierro y Patricio Peralta, Estudió en el Colegio Santiago College. El año 2011 ingresó a estudiar Derecho en la Universidad de Chile, egresando de la misma el año 2018. En esos años, se desempeñó como ayudante de diversos ramos y como dirigenta estudiantil, en años de importantes movilizaciones internas y nacionales.
En 2016 también ingresó a trabajar en la Municipalidad de Ñuñoa, en la que cumplió el rol de asesora jurídica del Consejo Municipal hasta el año 2017. El año siguiente, ingresó a trabajar en el equipo jurídico del Senado Universitario de la Universidad de Chile.

## Carrera política

### Activismo universitario
Entre los años 2015 y 2016, Ximena Peralta fue presidenta del Centro de Estudiantes de Derecho (CED) de la Universidad de Chile, mientras cursaba su cuarto año de carrera universitaria. Fue la cuarta mujer en desempeñar este cargo desde el retorno a la democracia, después de Patricia Roa (1993, Partido Socialista), Amanda Gaete (2009, Partido Socialista), y Constanza Martínez (2012, Arrebol). Algunas de las medidas que impulsó desde su presidencia del CED, fueron el fin al mechoneo al interior de las universidades, la racionalización de la malla de estudios y el proceso de egreso, entre otras.
En 2016, cuando ocurrió el quiebre político de Izquierda Autónoma, fue parte del núcleo de dirigentes que optó por tomar el mismo rumbo que Gabriel Boric, Gonzalo Winter, Jorge Sharp, Nataly Campusano, Nicolás Grau y Tania Madriaga, para conformar un nuevo movimiento político llamado Movimiento Autonomista.

### Liderazgo político
Desde el Movimiento Autonomista, formó parte de la promoción de la idea de un partido político en que se fundieran las fuerzas transformadoras de la tradición feminista, socialista y libertaria en el Frente Amplio, lo que dio pie a Convergencia Social, partido del cual es fundadora.
En 2019 se convirtió en asesora y en jefa del equipo territorial de la diputación de Gabriel Boric, residiendo en Punta Arenas y siendo encargada de la legalización de Convergencia Social en dicha región. Ese año escribió diversas columnas de análisis político en medios como El Mostrador.
Entre 2020 y 2022 integró el Comité Central del partido Convergencia Social, por votación nacional, bajo la tendencia Desbordar lo posible.
El año 2021 fue parte de la Corporación Humanas y desde allí también participó en la plataforma Nada Sin Nosotras, la que articulaba y promovía ideas feministas en torno al texto constitucional. Al mismo tiempo, participó de la campaña de la convencional constituyente Constanza Schonhaut, por el distrito 11 de la Región Metropolitana, como coordinadora política.
Ese mismo año fue candidata a consejera regional en las elecciones de 2021 en la circunscripción de Santiago IV, que integra las comunas de Ñuñoa, Providencia, Las Condes, Vitacura, Lo Barnechea y La Reina. En la elección obtuvo un total de 26.620 preferencias, siendo la sexta más alta votación de la circunscripción, pero no logró resultar electa.
El año 2022, producto del interinato de la Dirección Nacional de Convergencia Social, se convirtió en Vocera de dicha tienda y representarla ante diversas instancias políticas y sociales. De parte del Frente Amplio fue elegida para integrar la secretaría ejecutiva del comando del Apruebo en el plebiscito de salida. Al mes siguiente de haber tenido lugar el plebiscito de salida constitucional, fue candidata al cargo de la Vicepresidenta de Convergencia Social, cargo que desempeña desde noviembre de 2022.

## Historia Electoral

### Elecciones de consejeros regionales de 2021
Resumen de resultados electorales de cores en la circunscripción de Santiago IV, perteneciente a las comunas de Ñuñoa, Providencia, Las Condes, Vitacura, Lo Barnechea y La Reina.
| Candidatos/as                                       | Pacto | Partido | Votos  | %     |
| Pedro Bolados Correa                                | PRCh  | PRCh    | 40.632 | 7,90  |
| Carlos Ward Edwards                                 | ChV   | UDI     | 59.646 | 11,59 |
| Manuel Monckeberg Díaz                              | ChV   | Ind-RN  | 34.753 | 6,76  |
| Sofia Valenzuela Delpiano                           | FA    | RD      | 39.240 | 7,63  |
| Ximena Peralta Fierro                               | FA    | CS      | 26.617 | 5,17  |
| Resultados al 100% de las mesas escrutadas (Servel) |       |         |        |       |

### Elecciones internas de Convergencia Social de 2022
En las elecciones de la Directiva Nacional, los militantes votaban por listas, no por candidatos específicos.
|  | 75,4 % |

|  | 24,6 % |